# Park Sun-young
Park Sun-young (koreanisch 박선영; * 9. März 1985 in Busan) ist eine Badmintonspielerin aus Südkorea.

## Sportliche Karriere
Park Sun-young gehört zur neuen Generation aufstrebender Spieler und Spielerinnen aus Südkorea. Bei der Badminton-Weltmeisterschaft 2009 scheiterte sie in einem rein südkoreanischen Duell im Damendoppel mit Ko Hyung-jung am Einzug in das Achtelfinale. Bei der Hong Kong Super Series 2009 und der Malaysia Super Series 2010 stand sie bereits im Viertelfinale, diesmal jedoch mit Kim Min-jung an ihrer Seite. Die Malaysia Challenge 2008 konnte sie gewinnen. Bei der Asienmeisterschaft 2010 war jedoch schon in Runde 1 Endstation, wo sie mit Choi Ha-na gegen die späteren Bronzemedaillengewinnerinnen Cheng Wen-hsing und Chien Yu-chin aus Taiwan unterlag.